# Conlog Baskets Koblenz
O Conlog Baskets Koblenz é um clube de basquetebol baseado em Coblença, Alemanha que atualmente disputa a 2.Bundesliga ProA, correspondente à segunda divisão do país. Manda seus jogos no Koblenzer Sporthallen e nasceu em agosto de 2011 após separar-se do VfB Lützel.

## Histórico de Temporadas
| Temporada | Nível | Liga           | Pos. | Resultado            |
| --------- | ----- | -------------- | ---- | -------------------- |
| 2014–15   | 5     | 2.Regionalliga | 1º   | Promovidocampeão     |
| 2015–16   | 4     | Regionalliga   | 3º   |                      |
| 2016–17   | 4     | Regionalliga   | 3º   |                      |
| 2017-18   | 4     | Regionalliga   | 3º   |                      |
| 2018-19   | 4     | Regionalliga   | 2º   |                      |
| 2019-20   | 4     | Regionalliga   | 2º   | Promovido2º colocado |
| 2021-22   | 3     | ProB           | 2º   | Quartas de finais    |
| 2022-23   | 3     | ProB           | 1º   | PromovidoCampeão     |
| 2023-24   | 2     | ProA           | 16   |                      |
| 2024-25   | 2     | ProA           | 15   |                      |

fonte:eurobasket

## Títulos

### 2.Bundesliga ProB (terceira divisão)
- Campeão (1): 2022-23

### 2.Regionalliga Sudoeste-Norte (quinta divisão)
- Campeão (1): 2014-15